# جان باتيست لوروا
جان باتيست لوروا (بالفرنسية: Jean-Baptiste Le Roy)‏ (و. 1720 – 1800 م) هو فيزيائي، وكيميائي من فرنسا، ولد في باريس. وكان عضواً في الأكاديمية الفرنسية للعلوم، والجمعية الملكية، والجمعية الأمريكية للفلسفة. توفي في باريس، عن عمر يناهز 80 عاماً.